# Пантаналы штата Мату-Гросу-ду-Сул (мезорегион)

Пантаналы штата Мату-Гросу-ду-Сул на карте.

Пантаналы штата Мату-Гросу-ду-Сул (порт. Mesorregião dos Pantanais Sul-Mato-Grossenses) — административно-статистический мезорегион в Бразилии. Входит в штат Мату-Гросу-ду-Сул. Население составляет 244 099 человек (на 2010 год). Площадь — 110 782,068 км². Плотность населения — 2,20 чел./км².

## Демография
Согласно сведениям, собранным в ходе переписи 2010 г. Национальным институтом географии и статистики (IBGE), население мезорегиона составляет:
| Полное население                            | Полное население                            | Полное население                            | Полное население                            | 244 099 |
| ------------------------------------------- | ------------------------------------------- | ------------------------------------------- | ------------------------------------------- | ------- |
| в том числе:                                | Городское население                         | 197 970                                     | Процент городского населения, %             | 81,10   |
|                                             | Сельское население                          | 46 129                                      | Процент сельского населения, %              | 18,90   |
|                                             | Мужское население                           | 123 862                                     | Процент мужского населения, %               | 50,74   |
|                                             | Женское население                           | 120 237                                     | Процент женского населения, %               | 49,26   |
| Плотность населения, чел/км²                | Плотность населения, чел/км²                | Плотность населения, чел/км²                | Плотность населения, чел/км²                | 2,20    |
| Население мезорегиона в % к населению штата | Население мезорегиона в % к населению штата | Население мезорегиона в % к населению штата | Население мезорегиона в % к населению штата | 9,97    |

## Статистика
- Валовой внутренний продукт на 2003 год составляет 1 742 580 972,00 реалов (данные: Бразильский институт географии и статистики).
- Валовой внутренний продукт на душу населения на 2003 год составляет 7524,84 реала (данные: Бразильский институт географии и статистики).
- Индекс развития человеческого потенциала на 2000 год составляет 0,751 (данные: Программа развития ООН).

## Состав мезорегиона
В мезорегион входят следующие микрорегионы:
1. Акидауана
2. Байшу-Пантанал